# 拿摩一等
《拿摩一等》（英語：Number One）是2019年9月12日在中国大陆上映的爱情片，导演是阿年，主演是归亚蕾、杨玏、邱林。

## 演出
- 归亚蕾 出演 肖声外婆
- 杨玏 出演 肖声
- 邱林 出演 真真
- 徐才根 出演 肖声外公
- 陶慧敏 出演 肖声妈妈
- 马伊琍 出演 真真老板
- 史可 出演 真真妈妈
- 白雪 出演 叶姐
- 史航 出演 肖声老板

## 制作
贾樟柯、高群书、张杨、李杨等出任监制。该片在浙江省德清县新市镇取景。

## 上映
2019年9月12日，《拿摩一等》在中国大陆上映。
豆瓣评分4.8分。

## 外部连接
- 豆瓣电影上《拿摩一等》的資料 （简体中文）
- 时光网上《拿摩一等》的資料（简体中文）
- 互联网电影数据库（IMDb）上《拿摩一等》的资料（英文）